# Kolgrim
Kolgrim (Kollgrim, eller Kolgrimr), död 1407, var en nordisk man som avrättades på Grönland för trolldom, svartkonst och för att ha haft samlag med en annan mans hustru.
Kolgrim tillhörde den gamla nordiska kolonin på Grönland, Österbygden. År 1406 anlände ett handelsskepp från Norge till Österbygden. Ombord fanns bland annat köpmannen Torgrim Sölvesson och hans fru Steinunn Ravnsdotter. Steinunn lämnade 1407 Torgrim och inledde ett förhållande med Kolgrim. 
Torgrim anklagade då Kolgrim för trolldom. Saken togs upp på tinget av lagmannen, där det prövades av "kloka män" och sedan lades framför 12 jurymedlemmar. Man inkallade vittnen och hänvisade till den norska landslagen, som förbjöd trolldom. "Kolgrim lockade henne till sig med svartkonst", med att sjunga trollsång, galdrar, tills hon kom till honom, och han tog emot henne och "låg med henne". Det ansågs värre att Kolgrim inte bara hade haft samlag med henne, utan att han hade fått henne att bli förälskad i sig och därmed inte bars "stulit" hennes kropp utan också hennes själ från hennes man. Lagmannen krävde dödsstraff. 
Kolgrim avrättades genom att brännas på bål för häxeri på tingsplatsen på Gardar. Efter att Kolgrim avrättats var Steinunn "aldrig vid sitt fulla förstånd", och avled kort därpå. 1408 gifte sig en annan ur båtens besättning, Torstein Olavsson, med grönländskan Sigrid Björnsdotter. 1410 lämnar båten Grönland, och detta var sista bekräftade besöket hos den nordiska kolonin på Grönland.